# Abraeus loebli
Abraeus loebli là một loài bọ cánh cứng được Yves Gomy và Masahiro Ôhara phát hiện năm 2001. Không có phân loài nào của loài này được ghi nhận trong Catalogue of Life.